# Túnel de Cervera
El túnel de Cervera és un pas subterrani de la carretera de Madrid a Barcelona (N-2), que travessa el tossal on s'assenta en nucli de Cervera (Segarra). Té una longitud de 141 metres (entre els punts quilomètrics 518,610 i 518,751). Està gestionat pel Servei Territorial de carreteres de Lleida de la Generalitat de Catalunya.
La construcció del túnel començà el setembre de 1944, amb el desviament de la N-II, i s'obrí el pas de la circulació l'11 de juliol de 1949. Per als cerverins el túnel significava una tragèdia, doncs aïllava la ciutat.
El 2004 s'inaugurà l'últim tram de l'autovia Barcelona-Lleida (A-2), després de 20 anys de construcció, que absorbí el trànsit que circulava per l'antiga N-2.